# John Battiscombe Gunn

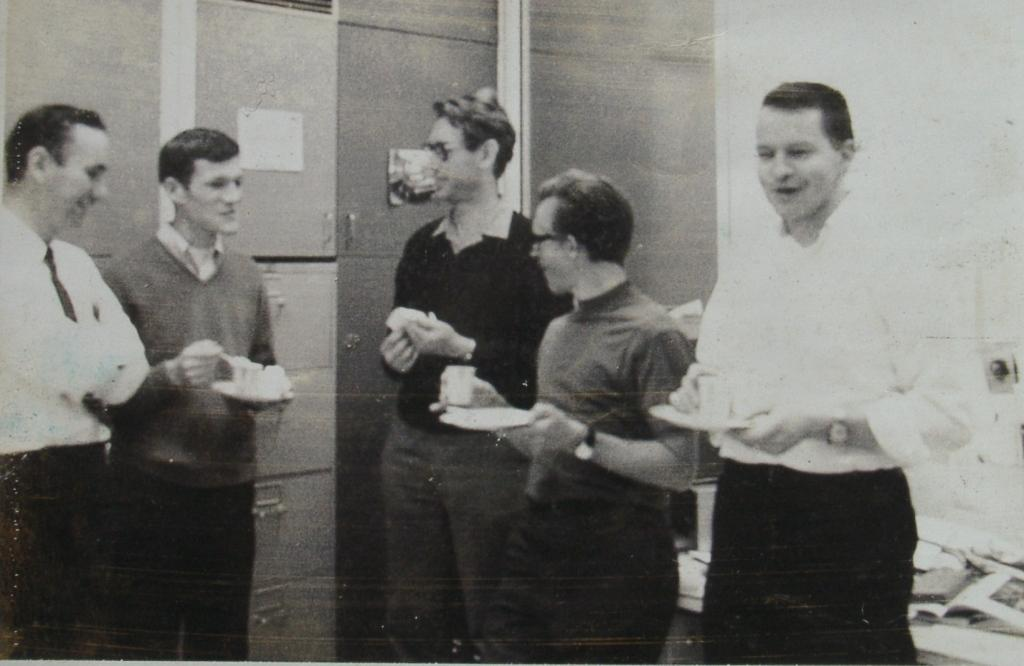
John Battiscombe Gunn (in der Mitte).

John Battiscombe „J. B.“ Gunn (* 13. Mai 1928 in Kairo, Ägypten; † 2. Dezember 2008 in Mount Kisco, New York) war ein britischer Physiker. Nach ihm sind u. a. der Gunn-Effekt und die Gunn-Diode benannt.

## Leben und Werk
John Battiscombe Gunn wurde 1928 in Kairo, Ägypten, geboren. Sein Vater war der englische Ägyptologe Battiscombe „Jack“ George Gunn, einer der führenden Gelehrten für ägyptische Hieroglyphen. Er war damals Assistent des Konservators des Ägyptischen Museums in Kairo. Seine Mutter war Lillian Frances (Meena) Meacham Hughes Gunn. Nach einem kurzen Aufenthalt in Philadelphia (ab 1931) kehrte die Familie 1934 nach England zurück, wo sein Vater Jack Gunn die Professur für Ägyptologie an der University of Oxford erhielt. Diese Stelle behielt er bis zu seinem Tod im Jahr 1950.
In Oxford besuchte er die King Alfred School, mit Ausnahme von zwei Jahren im Zweiten Weltkrieg, die er als evakuierter Schüler an der Solebury School in Pennsylvania verbrachte. Nach dem Zweiten Weltkrieg studierte er Physik am Trinity College in Cambridge, wo er 1948 einen Abschluss als Bachelor of Arts machte. Nach seinem Studium wurde er Forschungsingenieur bei Elliott Bros. (London) Ltd, Borehamwood, und ab 1953 war er  wissenschaftlicher Mitarbeiter am Royal Radar Establishment in Great Malvern. Im Jahr 1956 zog er mit seiner Familie nach Kanada, wo er eine Stelle als Assistenzprofessor am Physics Department der University of British Columbia in Vancouver annahm. Drei Jahre später wechselte er in die Forschungsabteilung von IBM, dem Thomas J. Watson Research Center in Yorktown. Er blieb dort bis zu seiner Emeritierung im Jahr 1990.
Die wichtigsten Arbeiten von Gunn waren die Entdeckung des nach ihm benannten Gunn-Effekts im Jahr 1963 und der darauf basierenden Gunn-Diode. Die Gunn-Diode gilt als erste günstige Quelle von Mikrowellenstrahlung, die ohne Vakuumröhren auskam.
John Battiscombe Gunn starb am 2. Dezember 2008 daheim in Mount Kisco, New York, an Dickdarmkrebs. Er hinterließ drei Töchter Janet, Gillian und Donna Gray. Gunns Frau Freda Elizabeth Gunn (geb. Pilcher) verstarb bereits 1975.
Sein älterer Halbbruder, der britische Jazz-Künstler Patrick „Spike“ Hughes, starb 1987.

## Auszeichnungen
Aufgrund seiner Verdienste im Bereich der Festkörper-Mikrowellengeneratoren erhielt John B. Gunn 1969 den IEEE Morris N. Liebmann Memorial Award. Weiterhin erhielt er den John-Scott-Preis (engl. John Scott Price) und -Medaille der Stadt Philadelphia (1971) und die Valdemar-Paulsen-Goldmedaille (engl. Valdemar Paulsen Gold Medal) der Königlichen Dänischen Akademie der Wissenschaften. 1977 wurde er in die American Academy of Arts and Sciences aufgenommen.